# Micropia

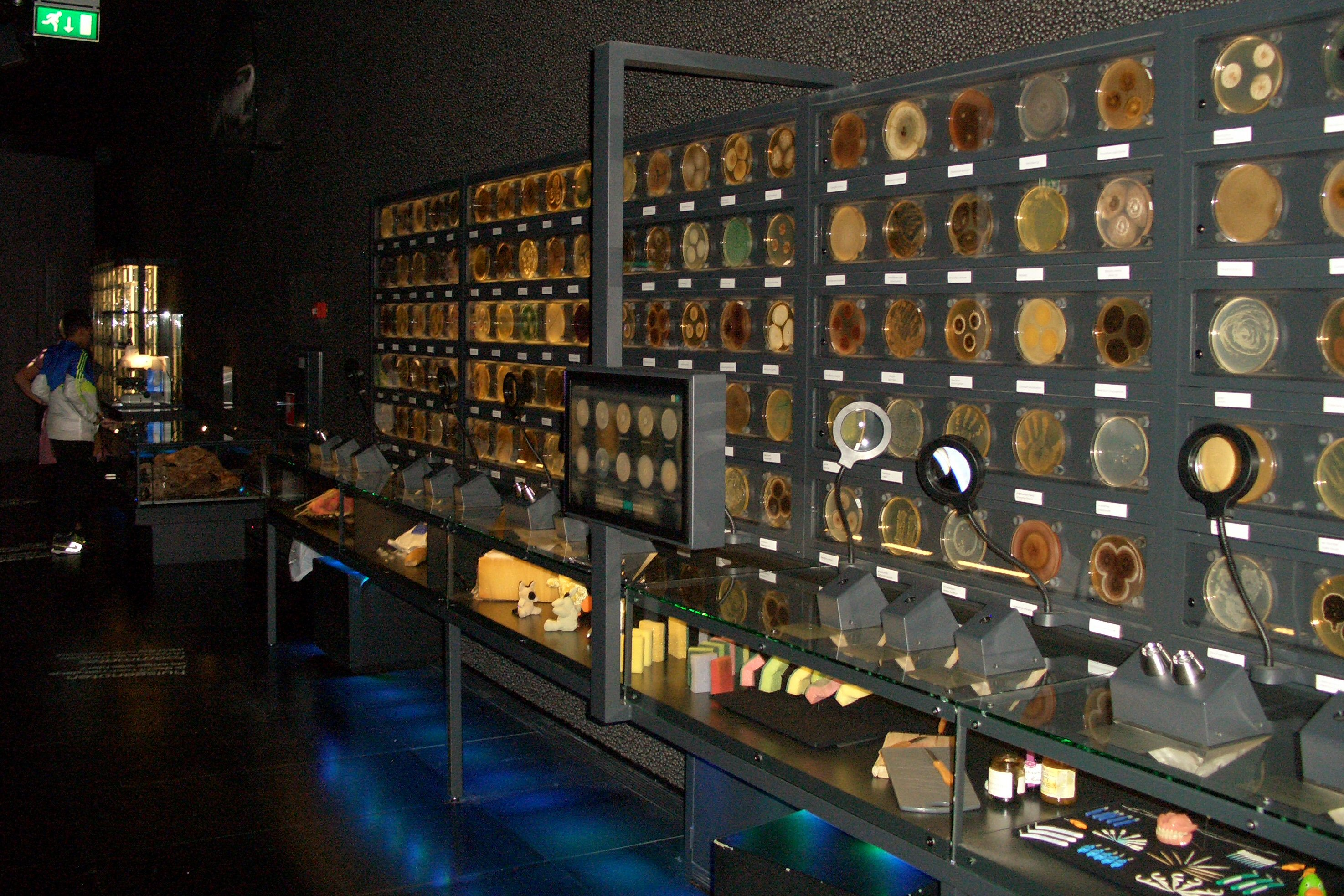
Wand mit ausgestellten Mikroorganismen in Micropia (Amsterdam).

Micropia ist eine am 30. September 2014 eröffnete Abteilung des zoologischen Gartens Artis in Amsterdam.
Es ist der weltweit erste Zoo für mikrobiologische Lebewesen. Mit Hilfe eines 3D-Fernglases, das an die Linsen eines Mikroskops gekoppelt wurde und ein scharfes Bild in tausendfacher Vergrößerung ermöglicht, soll gezeigt werden, wie Mikroorganismen leben und sich ernähren. Zusätzlich werden in virtuellen Darstellungen extreme Lebensräume von Mikroben veranschaulicht.